# Hertigdömet Braunschweig

Hertigdömets flagga mellan 1815 och 1830.

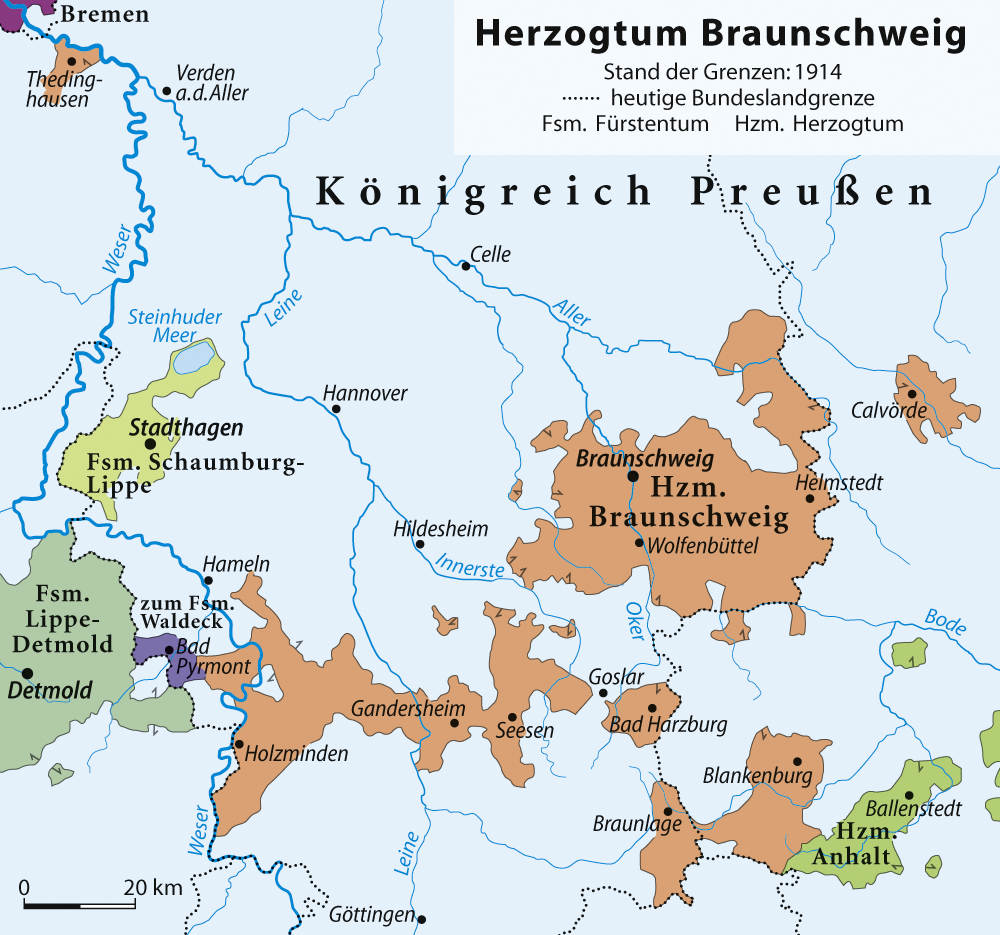
Karta över Hertigdömet Braunschweig från 1914. Den streckade linjen markerar gränsen mellan nuvarande tyska förbundsländer.

Hertigdömet Braunschweig (tyska: Herzogtum Braunschweig) var en stat som existerade mellan 1815 och 1918. Det låg i det område där Niedersachsen och Sachsen-Anhalt ligger nu. Det var en medlem av Tyska förbundet 1815-1866 och ingick i Tyska riket 1871-1918. Landet bestod av nio olika enklaver med en sammanlagd yta av 3 672 km² och år 1900 uppgick befolkningen till 464 333 personer.
Föregångaren till hertigdömet Braunschweig var furstendömet Braunschweig-Wolfenbüttel. Dess furste Karl Vilhelm Ferdinand slogs på den preussiska sidan i slaget vid Auerstedt den 14 oktober 1806, sårades där och avled två dagar senare.
Hans son Fredrik Vilhelm tog då över ledningen av furstendömet, men Napoleon förklarade den styrande familjen avsatt och efter freden i Tilsit den 9 juli 1807 blev furstendömets territorium en del av det nyinrättade kungariket Westfalen, vilket var en lydstat till Frankrike.
Kungariket Westfalen existerade 1807-1813. Efter slaget vid Leipzig i oktober 1813 upplöste ryssarna detta kungarike och situationen återgick i stort sett till hur den varit 1806. I december 1813 återkom Fredrik Vilhelm till Braunschweig. Han styrde sedan fram till dess han stupade i slaget vid Quatre Bras den 16 juni 1815. Då hade Wienkongressen just avslutats och i den bekräftades återupprättandet av landet, nu under namnet Hertigdömet Braunschweig.

## Karl II (1815-1830)
Den omyndige hertigen Karl II, som var äldste son till den stupade Fredrik Vilhelm blev satt under förmyndarskap av den blivande Georg IV som var kronprins av Storbritannien och Hannover.
Först bråkade den unge hertigen om när han skulle anses vara myndig. Sedan, 1827, förklarade han vissa av de lagar som hade stiftats under perioden då han hade varit omyndig som ogiltiga och detta skapade också konflikter. Efter att Tyska förbundet hade intervenerat tvingades Karl att acceptera dessa lagar.
Han var sedan tvungen att abdikera i september 1830, I efterdyningarna av julirevolutionen. Slottet i Braunschweig förstördes helt och hållet.

## Vilhelm VIII (1830-1884)
När Karls yngre bror Vilhelm VIII anlände till Braunschweig den 10 september 1830 mottogs han med glädje av folket. Vilhelm ansåg sig bara vara sin brors ställföreträdare, men efter ett år förklarade han sig vara den styrande hertigen. Karl gjorde flera desperata försök att avsätta sin bror, men misslyckades alltid.
Vilhelm lämnade över det mesta av regeringsangelägenheterna till sina ministrar och tillbringade det mesta av sin tid utanför sin stat, på sina ägor I Oels.
När Vilhelm anslöt sig till det Preussen-ledda Nordtyska förbundet 1866 var hans relation till Preussen ansträngd eftersom Preussen vägrade att erkänna Ernst August, kronprins av Hannover, 3:e hertig av Cumberland, hans närmaste manlige släkting, som hans arvtagare.
Medan kungariket Hannover annekterades av Preussen 1866, så förblev hertigdömet Braunschweig suveränt och oberoende. 1871 gick landet med i Tyska riket.
Åtminstone senast under 1870-talet blev det uppenbart att den äldre linjen av huset Welf (hertigar av Braunschweig) skulle slockna. Enligt gällande konvention skulle huset Hannover då bestigit hertigtronen, men det fanns ett starkt preussiskt tryck mot att Georg V av Hannover eller hans son, hertigen av Cumberland, skulle komma till makten i en stat i det Tyska riket, åtminstone utan speciella villkor, bland annat att svära trohet till den tyska författningen.
Genom en lag 1879 införde hertigdömet Braunschweig en temporär tillförordnad regering som skulle ta över vid hertigens död och, om nödvändigt, utse en regent. Genom Vilhelm VIII:s död 1884 utslocknade linjen Wolfenbüttel. 
Hertigdömet skulle egentligen ha förts över till Hannover-linjen men eftersom hannoverianerna vägrade att acceptera att Preussen hade annekterat deras kungadöme så tilläts de inte att tillträda tronen i Braunschweig. En konstitutionell kris seglade upp i Braunschweig. Hertigen av Cumberland utropade sig själv till hertig av Braunschweig då Vilhelm dog och långvariga förhandlingar kom till stånd men frågan fick aldrig någon lösning.

## Regentskap (1884-1913)
Två regenter utsågs: först prins Albrekt av Preussen till hans död 1906 och sedan hertig Johan Albrekt av Mecklenburg.

## Ernst August III (1913-1918)
Denna situation fortsatte fram till Ernst Augusts tronbestigning 1913. Han var son till hertigen av Cumberland. Då försonades Hannover-linjen med Hohenzollern-dynastin och tog tillbaka sina krav på Kungariket Hannover. Hertigen av Cumberlands äldste son, prins Georg Vilhelm, hade dött 1912 och den åldrige hertigen avsade sig tronen till förmån för sin yngste son som gifte sig med kejsarens dotter, Viktoria Luise, svor trohet till det Tyska riket och tilläts att bestiga tronen i hertigdömet i november 1913.
1918 var hertigen tvungen att abdikera och Fristaten Braunschweig grundades och blev en del av Weimarrepubliken då den grundades.